# Trầm tích học
Phần lớn bề mặt Trái Đất đều được bao phủ bởi đá trầm tích giúp ghi lại lịch sử Trái Đất qua các hóa thạch được lưu giữ trong đá trầm tích. Bộ môn trầm tích học rất gần gũi với địa tầng học, nghiên cứu mối quan hệ vật lý và thời gian giữa các lớp đá hay còn gọi là địa tầng.
Trầm tích học mở rộng việc nghiên cứu các trầm tích hiện đại và các quá trình lắng đọng chúng và đem so sánh với các quan sát của đá trầm tích cổ. Các nhà trầm tích học áp dụng những hiểu biết của mình về quá trình trầm tích hiện đại vào việc nghiên cứu tìm hiểu xem các đá trầm tích cổ đã được hình thành như thế nào.

## Các loại đá trầm tích

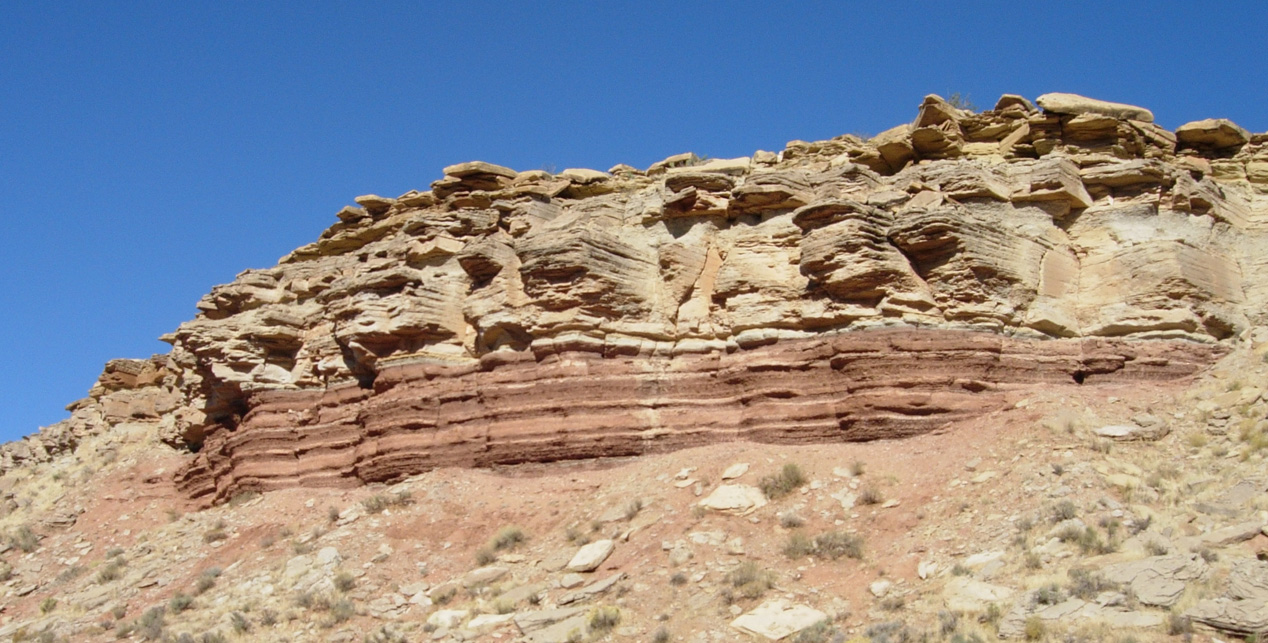
Cát kết và bộ kết ven rìa lục địa tuổi Trias ở miền tây nam Utah.

Có bốn loại đá trầm tích chính: đá mảnh vụn, đá cacbonat, evaporit, và trầm tích hóa học. 
- Đá mảnh vụn được cấu tạo bởi các hạt có nguồn gốc từ các sản phẩm phong hóa và xói mòn từ các đá có trước và mảnh vụn là vật liệu cơ bản của đá này. Các đá mảnh vụn được phân loại dựa trên kích thước hạt chiếm ưu thế trong đá và thành phần của chúng.
  - Các đá trầm tích hữu cơ là các trầm tích quan trọng được thành tạo từ sự lắng đọng của các mảnh vụn sinh học và tạo ra các mỏ than và đá phiến dầu, và đặc biệt là được tìm thấy trong các bồn địa chứa các đá trầm tích mảnh vụn
- Đá cacbonat được cấu thành từ nhiều khoáng vật cacbonat khác nhau (hầu hết là cacbonat calci (CaCO3)) kết tủa từ các quá trình vô cơ và hữu cơ khác nhau.
- Evaporit được thành tạo từ sự bốc hơi của nước trên bề mặt Trái Đất và có thành phần gồm một trong các khoáng vật muối như halit hay thạch cao, anhydride[1].
- Đá trầm tích hóa học, bao gồm một số đá cacbonat, được tích tụ từ sự kết tủa của các khoáng vật trong dung dịch bão hòa như jaspilit và chert.

## Phương pháp nghiên cứu

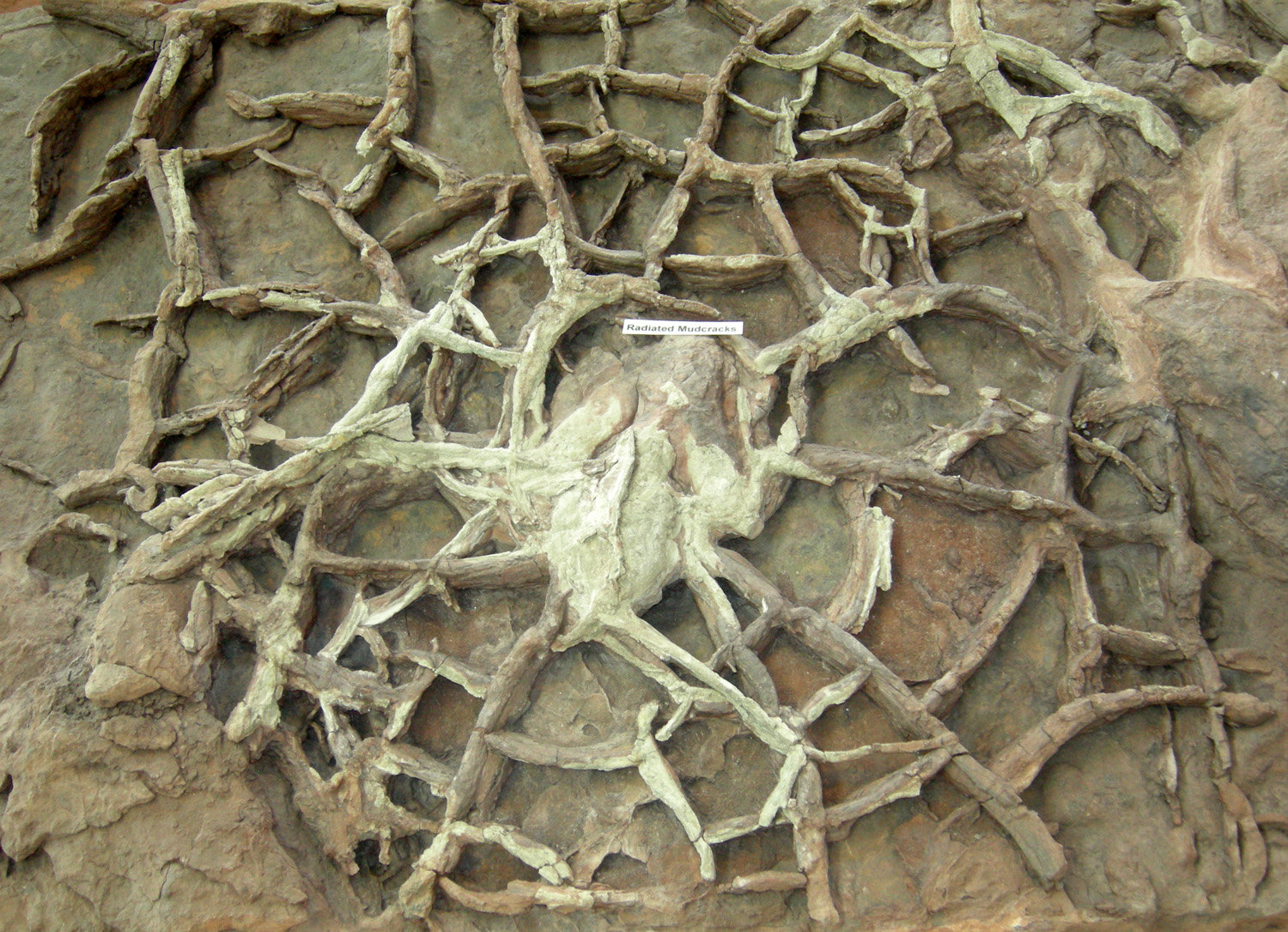
Các vết nứt hướng tâm (với dấu chân khủng long ở giữa) trong hệ tầng Moenave, Jura dưới ở St. George Dinosaur Discovery Site, Johnson Farm, tây nam Utah.

Các phương pháp được các nhà trầm tích học ứng dụng để thu thập dữ liệu và các dấu hiệu về các điều kiện tự nhiên cũng như môi trường lắng đọng trầm tích để tạo ra các đá trầm tích bao gồm;
- Đo đạc và mô tả tại điểm lộ và sự phân bố của tầng đá;
  - Mô tả hệ tầng đá bao gồm bề dày, đặc điểm thạch học, diện lộ, sự phân bố và quan hệ với các hệ tầng khác
  - Lập bản đồ phân bố của các lớp đá
- Mô tả mẫu lõi khoan (khoan và lấy mẫu từ các giếng khoan thăm dò hydrocarbon)
- Nhịp địa tầng
  - Mô tả sự tiến hóa của các lớp đá trong một bồn trũng
- Mô tả đặc điểm thạch học của đá;
  - Thạch học và thạch luận; xác định kiến trúc, kích thước hạt, hình dạng hạt (độ cầu hay độ tròn), độ chọn lọc và thành phần của trầm tích
- Phân tích địa hóa của đá
  - Địa hóa đồng vị, gồm việc sử dụng phương pháp định tuổi phóng xạ để xác định tuổi của đá và  mối quan hệ của nó với các nguồn cung cấp vật liệu trong khu vực

## Các nhà Trầm tích học nổi tiếng Việt Nam[2]
- Cố PGS. TS. Trịnh Ích
- PGS.TS. Tạ Thị Kim Oanh
- PGS. TS. Phạm Huy Tiến
- Cố TSKH Phan Trung Điền[3]
- GS. TS. Trần Nghi
- PGS. TS. Nguyễn Văn Lập
- GS. TS. Trần Kim Thạch